# NGC 3769
NGC 3769 est une galaxie spirale barrée relativement rapprochée et située dans la constellation de la Grande Ourse. NGC 3769 a été découverte par l'astronome germano-britannique William Herschel en 1788.

## Caractéristiques
La classe de luminosité de NGC 3769 est II et elle présente une large raie HI.

### Distance
Sa vitesse par rapport au fond diffus cosmologique est de 949 ± 15 km/s, ce qui correspond à une distance de Hubble de 14,00 ± 1,00 Mpc (∼45,7 millions d'al).
À ce jour, 14 mesures non basées sur le décalage vers le rouge (redshift) donnent une distance de 15,871 ± 2,531 Mpc (∼51,8 millions d'al), ce qui est à l'intérieur des valeurs de la distance de Hubble. Puisque cette galaxie est relativement rapprochée du Groupe local, il est probable que cette valeur soit plus près de la distance réelle de NGC 3769. Notons que c'est avec la valeur moyenne des mesures indépendantes, lorsqu'elles existent, que la base de données NASA/IPAC calcule le diamètre d'une galaxie.

## Paire de galaxies en interaction

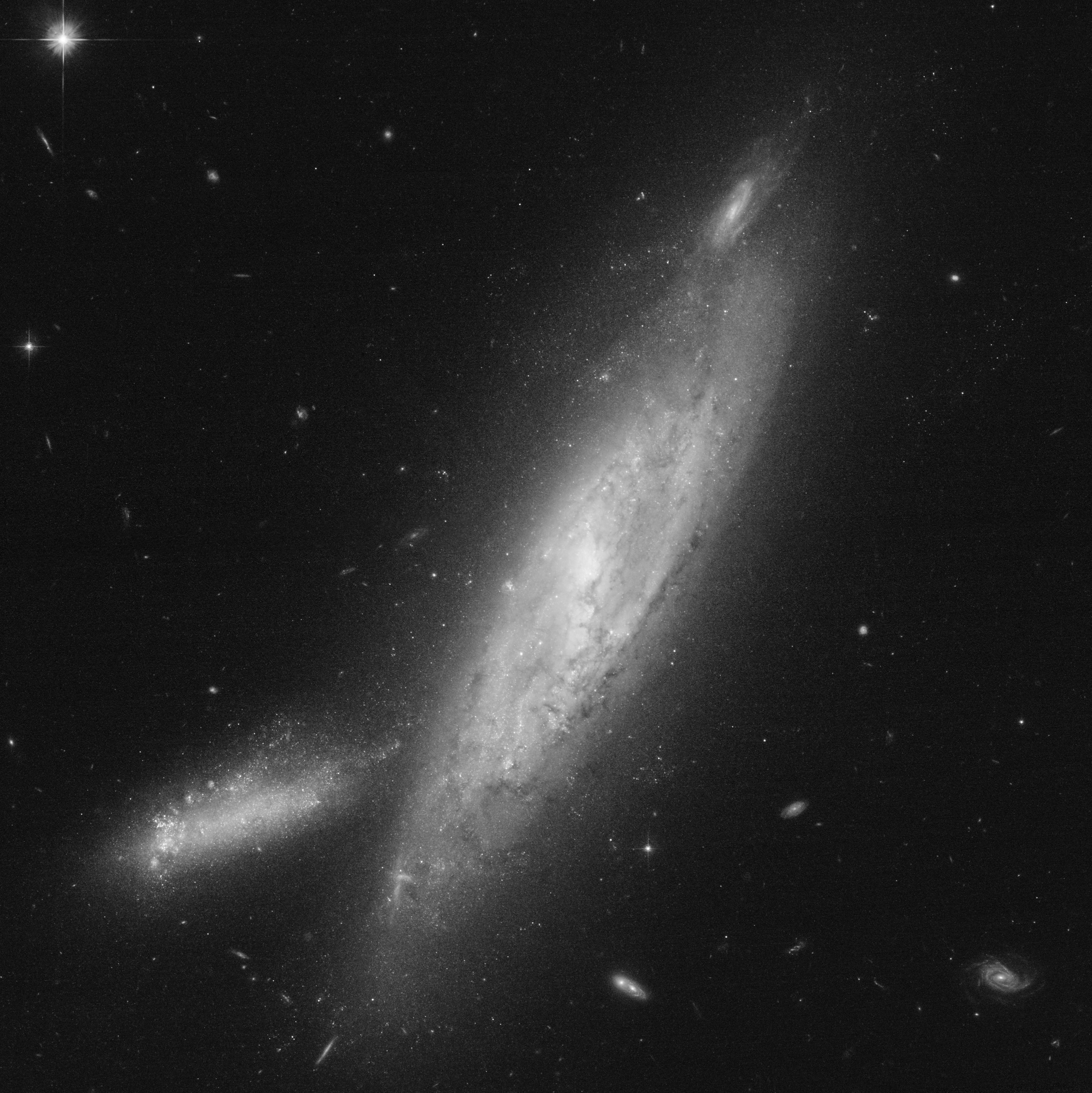
Arp 280 par le télescope spatial Hubble.
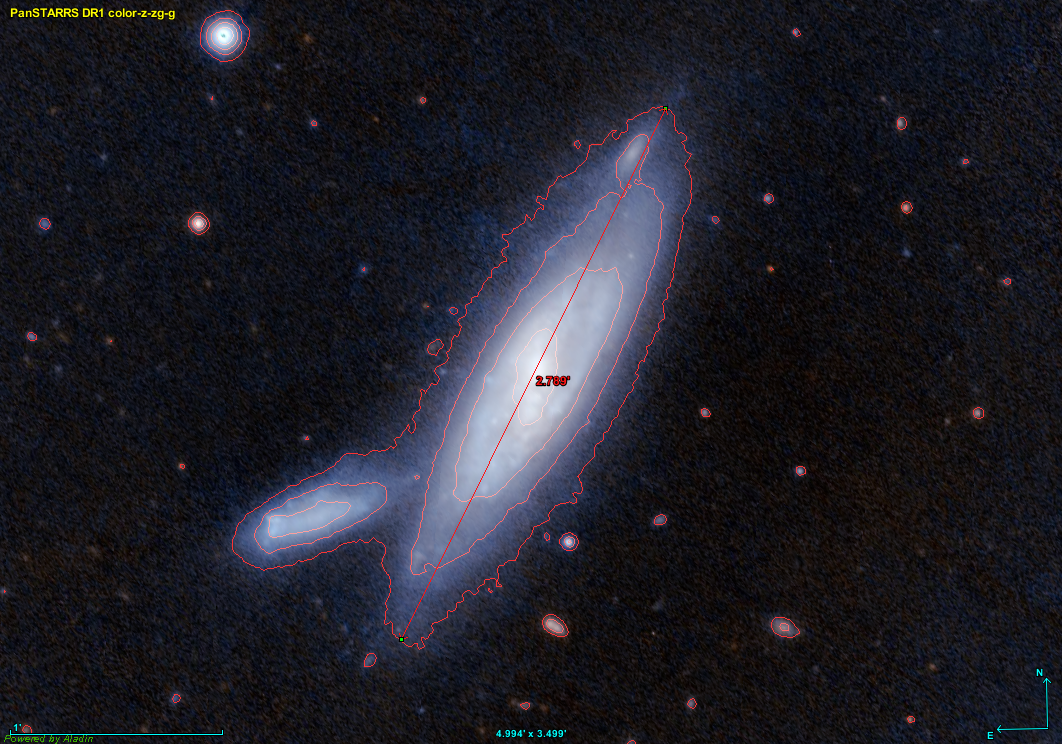
Cette image du relevé Pan-STARRS montre que le diamètre de NGC 3769 est inférieur à 2,9 minutes d'arc.

NGC 3769 et PGC 36008 figure dans l'atlas des galaxies particulières de Halton Arp sous la cote Arp 280. Arp a utilisé ces deux galaxies comme un exemple de galaxies en interaction.

## Groupe de M101
Dans un article publié en 1998, Abraham Mahtessian indique que NGC 3769 fait partie d'un groupe plus vaste qui compte plus de 80 galaxies, le groupe de M101. Plusieurs galaxies de la liste de Mahtessian se retrouvent également dans d'autres groupes décrits par A.M. Garcia, soit le groupe de NGC 3631, le groupe de NGC 3898, le groupe de M109 (NGC 3992), le groupe de NGC 4051, le groupe de M106 (NGC 4258) et le groupe de NGC 5457.
Plusieurs galaxies des six groupes de Garcia ne figurent pas dans la liste du groupe de M101 de Mahtessian. Il y a plus de 120 galaxies différentes dans les listes des deux auteurs. Puisque la frontière entre un amas galactique et un groupe de galaxie n'est pas clairement définie (on parle de 100 galaxies et moins pour un groupe), on pourrait qualifier le groupe de M101 d'amas galactique contenant plusieurs groupes de galaxies.
Le groupe de M101 fait partie de l'amas de la Grande Ourse, l'un des amas galactiques du superamas de la Vierge.